# Krycí palba
Krycí palba je stav masivní palby, která má za úkol krýt operace vlastních jednotek.
Krycí palba je většinou nepřesně cílená palba do prostoru, který ovládá nepřítel. Usměrněná palba jedním směrem má za úkol zastrašení nepřítele a jeho udržení v obranných pozicích neschopného reagovat na výpad (či stahování) spřátelených jednotek, či k opětování palby a snížení jeho obranyschopnosti.
Krycí palba se začala na bojištích výrazně uplatňovat v době, kdy se do armádní výzbroje začaly dostávat zbraně schopné rychle se opakující střelby a její hlavní doba se objevila na scéně s příchodem automatických zbraní - především kulometu).